# Couplage (électronique)
Pour les articles homonymes, voir Couplage.
En électronique et en télécommunications, le couplage est le transfert, désiré ou non, de l'énergie d'un élément vers un autre élément du système. Il se caractérise par la relation entre une grandeur caractéristique de l'un et une grandeur caractéristique de l'autre.
Un transformateur électrique réalise un couplage entre deux circuits isolés galvaniquement
La diaphonie entre deux lignes téléphoniques voisines provoque dans chacune un faible signal homologue à celui de l'autre.
Le découplage  est l'ensemble des mesures destinées à éviter ou réduire un transfert indésirable.
Les interférences manifestent un couplage indésirable du système avec son environnement.

## Théorie des circuits

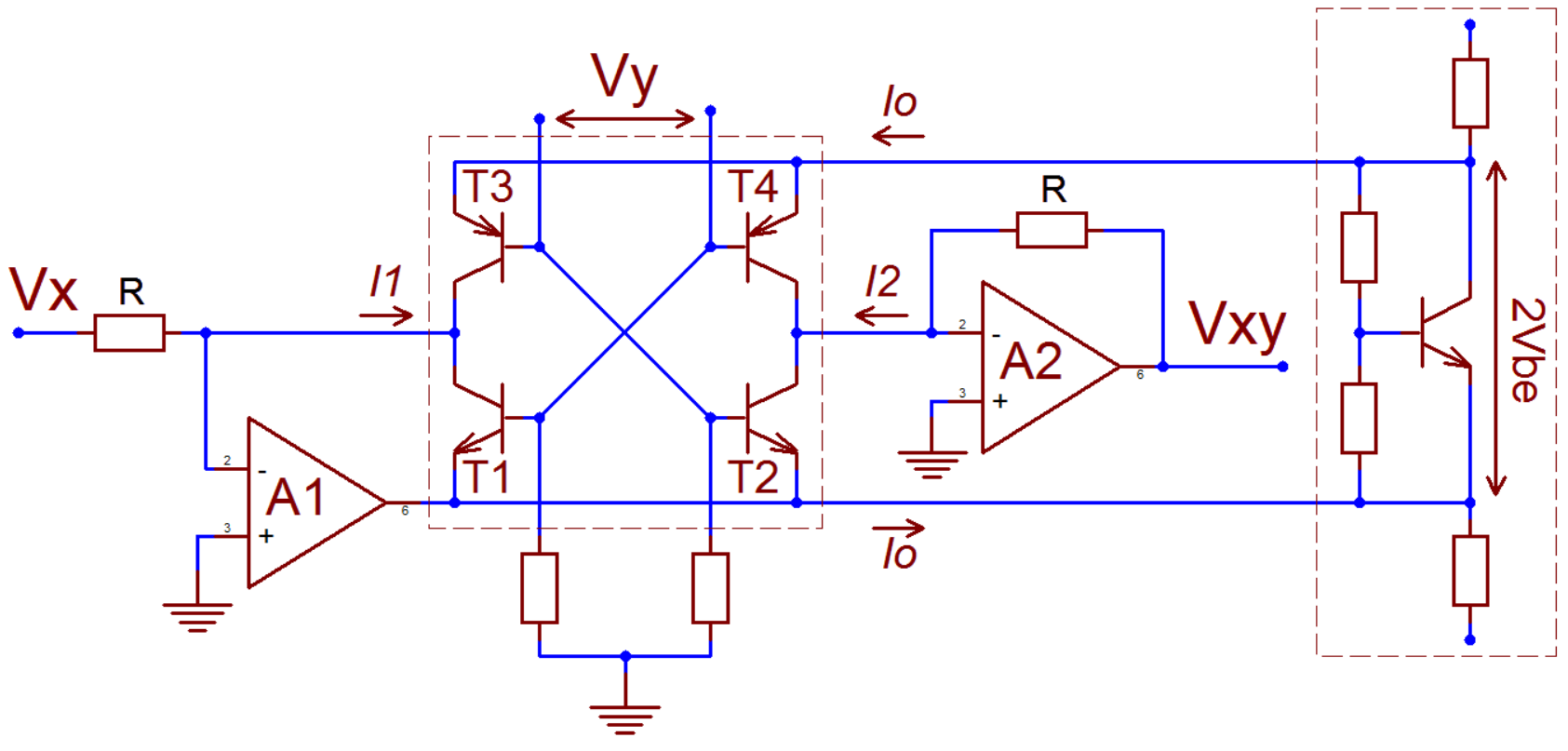
Schéma théorique d'un amplificateur commandé en tension.

Les circuits théoriques supposent un couplage parfait entre les éléments reliés par des lignes, et ailleurs une absence complète d'influence d'un élément sur un autre.
La réalisation matérielle des circuits oblige à reconsidérer ces interactions.
Les éléments interagissent, quoique faiblement, d'une part par leurs conducteurs communs, de masse et d'alimentation, et d'autre part, par le couplage capacitif et le couplage inductif entre les conducteurs, principalement les voisins.
La limitation des couplages indésirables conduit à ajouter, au circuit théorique, des éléments de découplage.
Un condensateur de découplage abaisse l'impédance des conducteurs d'alimentation dans la bande passante du signal, nulle sur le schéma mais existant dans la réalité, afin que le signal ne puisse s'y transmettre d'un élément à un autre.
On recherche quelquefois un couplage du signal avec isolement électrique des éléments. On utilise à cette fin un transformateur électrique ou un couple de transducteurs qui change la grandeur physique du signal, comme dans le couplage opto-électronique, qui a connu un grand développement avec la fibre optique.

## Types de couplage
Le couplage est le transfert de l'énergie électrique d'un segment du circuit vers un autre. Par exemple, de l'énergie est transférée à partir d'une source d'alimentation vers une charge électrique au moyen d'un couplage conducteur, qui peut être une résistance ou un fil conducteur. Un potentiel de courant alternatif peut être transféré d'un segment du circuit vers un autre ayant un potentiel continu par l'utilisation d'un condensateur. L'énergie électrique peut être transférée d'un segment du circuit vers un autre segment ayant une impédance différente par utilisation d'un transformateur. Ceci est connu comme l'adaptation d'impédances. Ce sont des exemples de couplage inductif électrostatique et électrodynamique.
Conduction électrique
- fil conducteur
- résistance
- conducteur naturel

Couplage capacitif
- On transmet le signal entre deux éléments qui doivent avoir une différence de potentiel continue, par couplage capacitif avec un condensateur de couplage dit aussi de liaison

Couplage Inductif
- couplage électrodynamique, inductif ou magnétique
- transmission d'énergie sans fil

Rayonnement électromagnétique
- Onde radio, Faisceau hertzien - télécommunications sans fil
- Interférences électromagnétiques (EMI) - Parfois appelé interférences de fréquence radio (RFI), sont des couplages indésirables. La compatibilité électromagnétique (CEM) propose des techniques pour les éviter, tels que le blindage électromagnétique.
- opto-électronique

transducteurs électromécaniques
- couplage mécanique, par exemple dans une ligne à retard analogique à transducteurs piezoélectriques.

## Mesure du couplage
Dans certains cas, on doit déterminer à quel point deux éléments de circuits sont couplés. Le couplage qui implique un transducteur est généralement imparfait. C'est le cas notamment pour le couplage opto-électronique de la fibre optique.
On calcule un coefficient de couplage, ou son inverse, coefficient ou facteur de découplage, fréquemment exprimés en décibels.
Le facteur de découplage avec l'alimentation est le quotient de la tension appliquée à l'alimentation d'un système par celle qui produirait le même effet si elle lui était appliquée à une entrée spécifiée.